# Биковски
Биковски (рус. Быковский; јакутски: Быковскай) село је у Булунском рејону Републике Јакутије у Русији. Биковски се налази на обали залива Буот-Хаја Лаптевског мора.

## Становништво
| 1959. | 1970. | 1979. | 1989. | 2010. |
| ----- | ----- | ----- | ----- | ----- |
| 816   | 658   | 592   | 627   | 517   |

Биковски је основан као радничко насеље, а од 1999. године је село (рус. сельское поселение).
Нема железнице, постојале су лука, школа и дом културе (рус. дом культуры). У Биковском се налазио центар колхоза « Арктика ».